# 維克多二世 (拉蒂博爾)
維克多二世（Victor II. von Ratibor，1847年9月6日—1923年8月9日），維克多一世之子，拉蒂博爾公爵（1893—1919）。他是霍恩洛厄家族的成員，德國宰相克洛德維希·霍恩洛厄-希靈斯菲斯特的姪子。他娶瑪麗·布琉內爾-恩克沃爾斯（Marie Breunner-Enckevoirth），有四個小孩。